# Лаку ноћ Шњука
„Лаку ноћ Шњука” је југословенски кратки филм из 1967. године. Режирао га је Желимир Жилник а сценарио је написала Мира Бањац.

## Улоге
| Глумац                     | Улога |
| -------------------------- | ----- |
| Драгољуб Милосављевић Гула |       |